# Бхаррат Джагдео
Бхаррат Джагдео (англ. Bharrat Jagdeo, нар. 23 січня 1964) — президент та прем'єр-міністр Гаяни, соціалізм.

## Життєпис
Народився 23 січня 1964 року в селі Юніті на Східному узбережжі Демерари, одного з найбільших промислових районів Південної Америки. Індуїст. З дитинства був свідком бурхливих подій — мітингів, демонстрацій, виступів за незалежність Гаяни. У 13 років (1977) вступив до лав молодіжної організації Народної прогресивної партії (НПП). У 16 років був обраний членом цієї партії та до керівництва районного й регіонального комітетів Східного узбережжя.
Закінчив Бігевальську середню школу. У 1984–1990 роках навчався в Університеті дружби народів ім. Патріса Лумумби (сучасний РУДН).
1990 повернувся на батьківщину та почав працювати економістом у Державному секретаріаті планування, потім став радником міністра економіки. Оцінивши молодого співробітника, президент Дженет Джаган призначила його 1995 року на пост міністра фінансів. 1999 року Джагдео очолив уряд, а після відставки Джаган, став в. о. президента. 2001 року здобув перемогу на президентських виборах.

## Президентство
За час перебування на посаді голови держави Джагдео багато зробив для країни. Було реформовано системи освіти, охорони здоров'я, будівництва житла. Зміцнено збройні сили, створено нові робочі місця, здійснено перші кроки зі створення сучасної інфраструктури. Фінансову та політичну допомогу країні за часів його президентства надавали США, Китай, Індія, Канада, Велика Британія.
У зовнішній політиці був прибічником вільної торгівлі та співробітництва з країнами Карибського регіону.